# Цвіркач ангольський
Цвірка́ч ангольський (Camaroptera harterti) — вид горобцеподібних птахів родини тамікових (Cisticolidae). Ендемік Анголи. Вид названий на честь німецького орінтолога Ернста Гартерта..

## Опис
Довжина птаха становить 10-11 см. Верхня частина тіла коричнювато-сіра, крила і хвіст оливково-зелені. Нижня частина тіла білувата. Дзьоб чорний.

## Поширення і екологія
Ангольські цвіркачі поширені на заході і в центрі Анголи, від сходу Маланже до Південної Кванзи. Вони живуть в тропічних лісах, чагарникових заростях, на плантаціях і в садах.